# Stanisław Gołąb
Stanisław Gołąb (n. 26 iulie 1902 la Travnik – d. 30 aprilie 1980 la Cracovia) a fost un matematician polon, cunoscut pentru contribuțiile aduse în domeniul geometriei afine și al celei diferențiale.
A studiat matematica la Universitatea Jagiellonă, în 1931 este absolvent, ca în anul următor să intre ca profesor în prestigioasa universitate.
Ulterior, ocupă poziția de profesor la Universitatea de la Cracovia.
În urma acțiunii naziste Sonderaktion Krakau, este arestat și închis la Lagărul Sachsenhausen.
După eliberare, își reia locul la Cracovia, fiind și director al Institutului de Matematică de pe lângă această universitate.
A stabilit diferite teoreme referitoare la forma explicită a funcțiilor de transformare, când spațiul {\displaystyle \mathrm {X} _{m}} este raportat la un pseudogrup general de sisteme de coordonate admisibile.
În 1966 a participat la Congresul Matematicienilor de la Moscova.